# إيه آر إل تراكتور سي

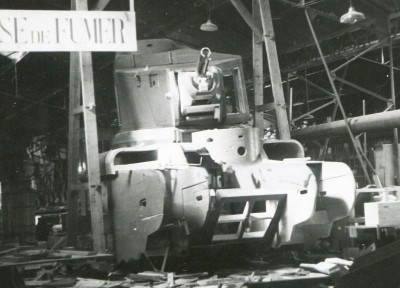
نموذج خشبي بالحجم الطبيعي للدبابة

إيه آر إل تراكتور سي أو إيه آر إل تشار سي كانت دبابة فرنسية فائقة الثقل طورت في آواخر فترة ما بين الحربين العالميتين من قبل ( بالفرنسية:Atelier de Construction de Rueil) ورشة رويال للإنشاءات (إيه آر إل)، تم إنتاج نموذج خشبي بالحجم الطبيعي، ولكن تم إنهاء المشروع لصالح الدبابة أف سي أم أف 1، وهو تصميم منافس بشكل كبير أثبت انه تصميم متميز.
كان القصد من تصمميم الدبابة أن تكون ثقيلة جدا، ولتلك الفترة الزمنية كان تدريعها ثقيلا (كلما كان الدرع أكثر سماكة كلما قلت إمكانية اختراقه).